# Брадж (язык)
Брадж (дев.: ब्रज), также называемый брадж бхаша (дев.: ब्रज भाषा), брадж бхакха (дев.: ब्रज भाखा), бридж бхаша (дев.: बॄज भाषा), дехати забан (дев.: देहाती ज़बान, ‘язык страны’), антарведи, — индоарийский язык, часто считающийся диалектом хинди. На брадже говорят в штате Уттар-Прадеш (округ Агра) и некоторых районах Раджастхана (округа Бхаратпур, Савай Мадхопур), Харьяны (округ Гургаон), Бихара, в Дели. Область распространения языка включает исторический регион Враджабхуми или Врадж (область, где согласно «Бхагавата-пуране» родился и провёл своё детство Кришна).
Наряду с авадхи, брадж был одним из двух доминирующих литературных языков северной и центральной Индии, до того как в XIX веке пришёл кхари-боли.
В XV—XVIII веках он стал основным диалектом вишнуитской лирики. На нём писали Сурдас, Бхаи Гурдас, Д. Прасад и Амир Хосров. В настоящее время брадж вытеснен из литературной сферы литературными хинди и урду.
Оценки числа носителей сильно варьируют:
| Источник        | Оценка числа носителей |
| SIL             | 44 000 (1997)          |
| Census of India | 574 245 (2001)         |
| Зограф Г.А.     | 15 000 000 (1990)      |